# 포토원숭이아과
포토원숭이아과(Perodicticinae)는 로리스과의 아과로, 아프리카계 4종의 영장류 종을 포함하고 있다. 이들은 흔적 꼬리와 집게손가락을 가지고 있다. 입쪽에 반점이 있고, 귀와 눈이 크다. 털은 조밀하며, 갈색이고 양털처럼 덮여있다.

## 하위 분류
- 앙완티보속 (Arctocebus)
  - 칼라바르앙완티보 (A. calabarensis)
  - 황금앙완티보 (A. aureus)
- 포토원숭이속 (Perodicticus)
  - 중앙아프리카포토원숭이 (P. edwardsi)
  - 동아프리카포토원숭이 (P. ibeanus)
  - 서아프리카포토원숭이 (P. potto)
- 가짜포토원숭이속 (Pseudopotto)
  - 가짜포토원숭이 (P. martini)

가짜포토원숭이는 중앙아프리카포토원숭이 또는 서아프리카포토원숭이의 이명으로 간주하기도 한다.